# تول أفيري
تول أفيري (بالإنجليزية: Tol Avery)‏ مواليد 28 أغسطس 1915 في فورت وورث، الولايات المتحدة - الوفاة 27 أغسطس 1973 في مقاطعة لوس أنجلوس، الولايات المتحدة، هو ممثل أمريكي بدأ مسيرته الفنية سنة 1950. من أعماله شمالا إلى الشمال الغربي.

## روابط خارجية
- تول أفيري على موقع IMDb (الإنجليزية)
- تول أفيري على موقع أول موفي (الإنجليزية)
- تول أفيري على موقع قاعدة بيانات الفيلم (الإنجليزية)